# 소이현
소이현(한국 한자: 蘇怡賢, 본명: 조우정, 1984년 8월 28일 ~ )은 대한민국의 배우이다.

## 학력
- 수원대학교 연극영화학과 (졸업)

## 출연 작품

### 드라마
| 연도     | 방송사     | 제목                                            | 역할            | 비고     |
| -------- | ---------- | ----------------------------------------------- | --------------- | -------- |
| 2003     | KBS1       | 노란 손수건                                     | 윤나영          | 169부작  |
| 2003     | SBS        | 선녀와 사기꾼                                   | 윤지나          | 16부작   |
| 2003     | SBS        | 때려                                            | 오해미          | 16부작   |
| 2004     | MBC        | MBC 베스트극장 - 우리가 쏜 화살은 어디로 갔을까 | 수정            | 1부작    |
| 2004     | KBS2       | 4월의 키스                                      | 장진아          | 24부작   |
| 2005     | KBS2       | 부활                                            | 이강주          | 24부작   |
| 2006     | KBS2       | 특수수사일지: 1호관 사건                        | 박희영          | 4부작    |
| 2006     | tvN        | 하이에나                                        | 이정은          | 16부작   |
| 2008     | MBC        | 비포 앤 애프터 성형외과                         | 홍기남          | 12부작   |
| 2008     | SBS        | 애자 언니 민자                                  | 이채린          | 116부작  |
| 2009     | SBS        | 태양을 삼켜라                                   | 유미란          | 25부작   |
| 2009     | MBC        | 보석비빔밥                                      | 궁루비          | 50부작   |
| 2010     | MBC        | 보석비빔밥                                      | 궁루비          | 50부작   |
| 글로리아 | MBC        | 정윤서                                          | 50부작          |          |
| 2011     | MBC        | 넌 내게 반했어                                  | 정윤수          | 15부작   |
| 2012     | KBS 드라마 | 자체발광 그녀                                   | 전지현          | 12부작   |
| 2012     | JTBC       | 해피 엔딩                                       | 박나영          | 24부작   |
| 2012     | SBS        | 청담동 앨리스                                   | 서윤주          | 16부작   |
| 2013     | SBS        | 너의 목소리가 들려                              | 변호사          | 특별출연 |
| 2013     | tvN        | 후아유                                          | 양시온          | 16부작   |
| 2014     | SBS        | 쓰리 데이즈                                     | 이차영          | 16부작   |
| 2016     | KBS2       | 여자의 비밀                                     | 강지유          | 104부작  |
| 2016     | tvN        | 안투라지                                        |                 | 특별출연 |
| 2018     | SBS        | 운명과 분노                                     | 차수현          | 40부작   |
| 2019     | SBS        | 운명과 분노                                     | 차수현          | 40부작   |
| 2021     | KBS2       | 빨강구두                                        | 김젬마 / 김진아 | 100부작  |
| 2023     | TV CHOSUN  | 나의 해피엔드                                   | 권윤진          | 16부작   |
| 2024     | TV CHOSUN  | 나의 해피엔드                                   | 권윤진          | 16부작   |

### 예능
- 2004년 KBS2 《뮤직뱅크》 진행
- 2006년 KBS2 《날아라 슛돌이 1기》 서포터(독일 원정 편)
- 2011년 OLIVE  《it City 소이현의 인도차이나를 맛보다!》 진행
- 2013년 MBC 《섹션TV 연예통신》 진행
- 2013년 SBS 《런닝맨》 - 게스트(148회 방송분 출연)
- 2014년 MBC 에브리원 《더 모스트 뷰티풀데이즈》 진행
- 2018년~2019년 SBS 《동상이몽 2 - 너는 내 운명》
- 2019년 O tvN 《이불쓰고 정주행》 진행
- 2020년 tvN 《나의 첫 사회생활》 진행
- 2020년 tvN 《핑거게임》 패널
- 2020년 MBC 《공부가 머니》 진행(4월 24일~10월 20일)
- 2020년 OLIVE 《밥블레스유 2》 - 16회
- 2020년 tvN 《더 짠내투어》 - 6월 30일~8월 4일
- 2020년 tvN 《서울 촌놈》 - 게스트(9회~10회 방송분 출연)
- 2020년 SBS 《런닝맨》 - 게스트(527회 방송분 출연)
- 2021년 MBC 《손현주의 간이역》 - 게스트(11회~12회 출연)
- 2021년 KBS2 《옥탑방의 문제아들》 - 게스트(137회 출연)
- 2022년 MBN 《호캉스 말고 스캉스》
- 2023년 SBS 《꼬리에 꼬리를 무는 그날 이야기》
- 2023년 ENA 《오은영 게임》
- 2023년 SBS 《꼬리에 꼬리를 무는 그날 이야기》
- 2023년~2024년 TV CHOSUN 《아빠하고 나하고》 - 스페셜 출연자(4회~6회)
- 2024년 KBS Joy 《뷰티유레카 시즌2》 진행
- 2024년 ENA 《찐팬구역》 - 게스트(5회)

### 영화
| 연도 | 제목                                     | 역할   | 비고 |
| ---- | ---------------------------------------- | ------ | ---- |
| 2004 | 맹부삼천지교                             | 최현정 |      |
| 2006 | 중천                                     | 효     |      |
| 2006 | 어느날 갑자기 네 번째 이야기 - 죽음의 숲 | 김정아 |      |
| 2007 | 묘도야화                                 |        |      |
| 2013 | 톱스타                                   | 강미나 |      |

### 뮤직비디오
| 연도 | 가수명/곡명                               |
| ---- | ----------------------------------------- |
| 2002 | 이기찬 - ‘감기’                           |
| 2004 | 지플라 - ‘Love Story’                     |
| 2006 | KCM - ‘태양의 눈물’ / ‘마지막 은영이에게’ |

### CF
- 2003년 클린앤클리어 클리어 훼어니스(이연희와 함께 출연)
- 2003년 펩시 트위스트(인교진과 함께 출연)
- 2004년 오뚜기 하프마요
- 2004년 농심 새우깡
- 2004년 한국산업안전보건공단(지성과 함께 출연)
- 2005년 001편단심 휴대폰 요금제 - 사랑의 주문이 잘 걸린다(조인성, 한지혜와 함께 출연)
- 2019년 롯데하이마트
- 2019년 안다르 에어쿨링
- 2019년 쌍용자동차 코란도(인교진과 함께 출연)
- 2019년 동서식품 포스트 그래놀라(인교진과 함께 출연)
- 2020년 웅진씽크빅 웅진스마트(신동엽과 함께 출연)
- 2022년 새마을금고연합회(인교진과 함께 출연)
- 2022년 엘레나(인교진과 함께 출연)
- 2025년 가연결혼정보(인교진과 함께 출연)

## 경력
- 2004년 4월 한국산업안전공단 홍보대사
- 2012년 9월 하트하트재단 홍보대사
- 2019년 9월 제65회 백제문화제 홍보대사
- 2024년 4월 전주시 홍보대사

## 수상 및 후보
| 연도 | 시상식                   | 부문                           | 작품                        | 결과 |
| ---- | ------------------------ | ------------------------------ | --------------------------- | ---- |
| 2003 | SBS 연기대상             | 뉴스타상                       | 때려                        | 수상 |
| 2013 | 제2회 에이판 스타 어워즈 | 베스트 퍼포먼스상              | 빈칸                        | 수상 |
| 2013 | MBC 방송연예대상         | 쇼·버라이어티부문 여자 우수상  | 섹션TV 연예통신             | 수상 |
| 2013 | SBS 연기대상             | 미니시리즈부문 여자 우수연기상 | 청담동 앨리스               | 후보 |
| 2014 | 제9회 아시아모델시상식   | 패셔니스타상                   | 빈칸                        | 수상 |
| 2014 | MBC 방송연예대상         | 여자 최우수상                  | 섹션TV 연예통신             | 후보 |
| 2014 | SBS 연기대상             | 미니시리즈부문 여자 우수연기상 | 쓰리 데이즈                 | 수상 |
| 2016 | 제5회 에이판 스타 어워즈 | 장편드라마부문 여자 우수연기상 | 여자의 비밀                 | 후보 |
| 2016 | KBS 연기대상             | 일일극부문 여자 우수연기상     | 여자의 비밀                 | 수상 |
| 2018 | SBS 연예대상             | 우수상(쇼·토크 부문)           | 동상이몽 2 - 너는 내 운명   | 수상 |
| 2018 | SBS 연예대상             | 베스트 패밀리상 (with 인교진)  | 동상이몽 2 - 너는 내 운명   | 수상 |
| 2019 | SBS 연예대상             | 라디오 DJ상                    | 집으로 가는길, 소이현입니다 | 수상 |
| 2019 | SBS 연기대상             | 중편드라마부문 여자 우수연기상 | 운명과 분노                 | 후보 |
| 2021 | KBS 연기대상             | 일일드라마부문 여자 우수연기상 | 빨강구두                    | 수상 |
| 2022 | 제8회 에이판 스타 어워즈 | 연속극부문 여자 우수연기상     | 빨강구두                    | 수상 |

## 가족 관계
- 아버지: 조주연
- 어머니: 미상
- 여동생: 조우리
- 남편: 인교진(1980년 8월 29일~)
  - 장녀: 인하은(2015년 12월 4일~)
  - 차녀: 인소은(2017년 10월 2일~)